# Sun Come Up

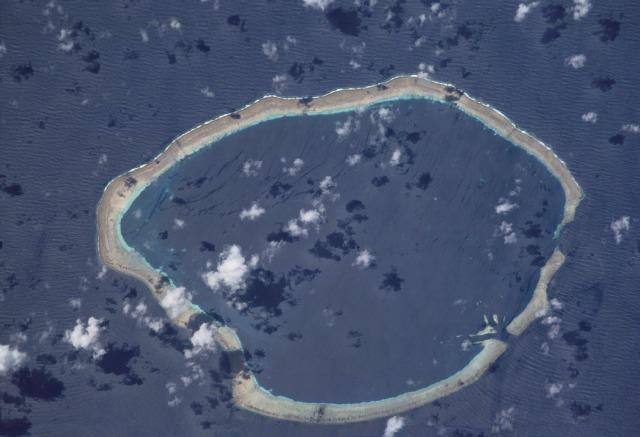
Satellitenbild des Carteret-Atolls von der NASA aus dem Jahr 2001

Sun Come Up ist ein Kurz-Dokumentarfilm von Jennifer Redfearn aus dem Jahr 2010. Der Film thematisiert den Effekt der globalen Erwärmung anhand der Carteret-Inseln in Papua-Neuguinea. Die nur max. 1,5 m über dem Meeresspiegel liegenden Inseln werden durch dessen Anstieg kurzfristig verschwunden sein. Die dort lebende Bevölkerung wird schrittweise auf die benachbarten Inseln umgesiedelt.
Die Premiere des Films war am 8. April 2010 beim Full Frame Documentary Film Festival. 2011 erhielt der Film eine Oscarnominierung als bester Dokumentar-Kurzfilm, hatte aber das Nachsehen gegenüber Strangers No More. Darüber hinaus lief der Film 2010 beim polnischen Kamerafestival Camerimage und erhielt eine Nominierung für den Pare Lorenz Award der International Documentary Association.